# مجلة ألف باء
ألف باء مجلة أسبوعية عراقية مشهورة تأسست في 22 ايار /مايو 1968 قام بتأسيسها الوزير والشاعر والصحفي والسياسي والمحامي غربي ابراهيم الحاج احمد الملاحسن النعيمي و ( الف باء ) تعني ( إرادة بلادي ) ، وقد ساهم في تحريرها نخبة من الصحفيين الشباب آنذاك أمثال سجاد الغازي وضياء حسن وكانت تصدر عن المؤسسة العامة للصحافة في عهد الرئيس العراقي عبد الرحمن محمد عارف ثم صارت تصدر عن دار الجماهير للصحافة وبعدها صارت تصدر عن دار ألف باء. وقد تعاقب على رئاسة تحريرها العديد من مشاهير الصحفيين من أمثال: عبد الجبارالشطب، خالد علي مصطفى وحسن العلوي، صاحب حسين، سامي مهدي، كامل الشرقي، أمير الحلو، رافع الفلاحي.

## عن المجلة
تعد ألف باء مجلة أسبوعية ترصد الأخبار السياسية والثقافية والفنية والاجتماعية، الدولية منها والمحلية، اشتهرت لكونها مجلة تمتاز بتنوعها، وكانت تعتبر المجلة العراقية الأولى، كما أنها كانت تتمتع بسمعة عربية ودولية محترمة قبل الاحتلال.وتعتبر مجلة الف باء التي كانت تصدر كل يوم أربعاء من كل اسبوع، من المجلات العربية المتميزة في عدد النسخ التي كانت تطبع وتوزع منهاسبوعيا، فخلال عقد الثمانينات بلغ عدد النسخ المطبوعة منها اسبوعيا(175) ألف نسخة، وكان السوق يطلب ربع مليون لكن إمكانية زيادة المطبوع لم تكن متوفرة لأسباب فنية تتعلق بمكائن الطبع، وبرغم الحصار الذي فرض على العراق منذ بداية عقد التسعينات وحتى الاحتلال عام 2003، والذي شمل كل مناحي الحياة ومستلزماتها، إلا أن مجلة الف باء استمرت في الصدور اسبوعيا واضطرت إلى تخفيض عدد النسخ المطبوعة منها حتى بلغت 30 ألف نسخة أسبوعية وقلصت عدد الصفحات إلى 48 صفحة بدلا عن 80 صفحة، كان آخر عدد من مجلة ألف باء قد صدر في يوم الأربعاء التاسع من نيسان 2003 حيث كان العدد جاهزا للتوزيع لكنه لم يوزع بسبب دخول قوات الاحتلال الأمريكية إلى بغداد، وبقيت الاعداد المطبوعة في مطبعة دار الحرية في الوزيرية والتي تعرضت بعد ذلك اليوم إلى النهب والحرق، وبذلك انتهت مسيرة مجلة الف باء التي استمرت 35 عاما وكان اخر رئيس تحرير للمجلة هو رافع الفلاحي، وبعد الاحتلال صدرت مجلة أخرى بنفس الاسم لكنها لاتشبه مجلة الف باء الاصلية في شيء برغم محاولة تقليدها واستغلال اسمها وسمعتها الطيبة وتاريخها الطويل.